# 细突飞虱属
细突飞虱属（学名：Neoterthrona）为稻虱科的一个属。

## 下属物种
本属包括以下物种：
- 直茎细突飞虱 Neoterthrona recta Qin, 2006
- 具刺细突飞虱 Neoterthrona spinosa Yang, 1989
- 具瘤细突飞虱 Neoterthrona tubercularis Qin, 2006